# Sidney Robinson

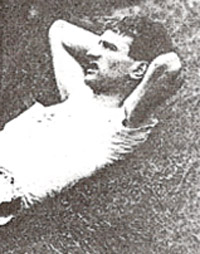
Sidney Robinson

Sidney John Robinson (Denton, Northamptonshire, 1 de agosto de 1876 - Long Sutton, Lincolnshire, 3 de febrero de 1959) fue un atleta británico de principios del siglo XIX especialista en las carreras de obstáculos.
En 1900 participó en los Juegos Olímpicos de París en el que ganó tres medallas. En la carrera de los 2500 metros obstáculos ganó la medalla de plata, al quedar por detrás George Orton, pero superando el francés Jacques Chastanié. En los 4000 metros obstáculos ganó la medalla de bronce al quedar por detrás a sus compatriotas John Rimmer y Charles Bennet.
La medalla de oro la ganó formando parte del equipo mixto británico-australiano en la carrera de los 5000 metros por equipos. Los otros componentes del equipo eran: Charles Bennet, John Rimmer, Alfred Tysoe y Stanley Rowley.

## Grandes marcas
•	Tres millas. 15' 04.0", en 1898
•	Cuatro millas. 20' 16.0", en 1898
•	Seis millas. 30' 52.0", en 1898
•	Diez millas. 53' 12.0", en 1898